# Westray Wife

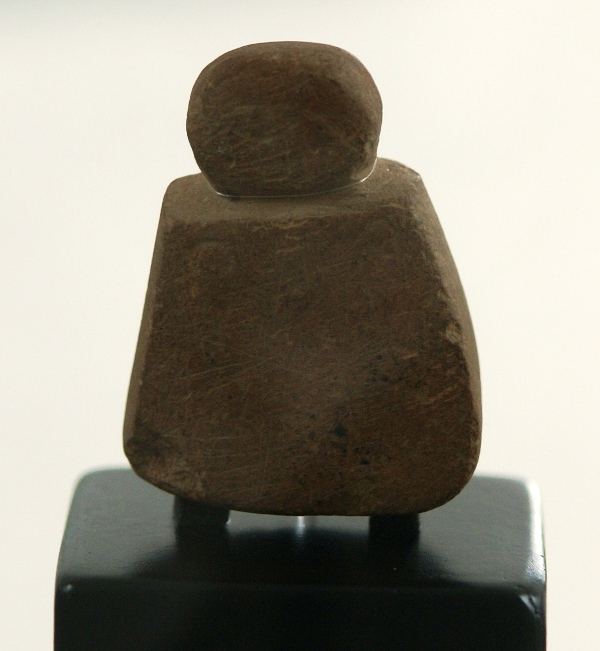
De Westray Wife is van zandsteen.

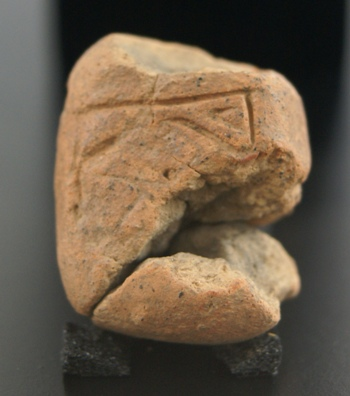
De tweede figuur is van klei en mist het hoofd.

De Westray Wife, ook de Orkney Venus genoemd, is een klein stenen beeld uit het Neolithicum en de oudste representatie van een menselijke figuur gevonden in Schotland.

## Ontdekking
In de zomer van 2009 werd tijdens archeologische opgravingen op de Links of Noltland de Westray Wife gevonden in een laag met huishoudelijk afval (midden) en in de resten van een vrijstaande boerderij. Deze figuur was gemaakt van zandsteen. 
In juli 2010 werd vlakbij een tweede figuur gevonden, die gemaakt was van klei en het hoofd miste.

## Beschrijving

### Eerste figuur
De Westray Wife werd gemaakt van zandsteen en is 41 millimeter groot, 31 millimeter breed en 12 millimeter dik. De figuur wordt gedateerd op 
3000 v.Chr.
Op de voorzijde van het hoofd is een M-vormige lijn te zien, die vermoedelijk de wenkbrauwen voorstelt. Twee parallelle verticale lijnen die daaronder lopen lijken een neus voor te stellen. Eronder is wellicht een mond weergegeven. Twee ver uit elkaar staande putjes stellen waarschijnlijk de ogen voor. Het hoofd is duidelijk van het lichaam gescheiden middels een diepe inkeping. Op het lichaam is in beide bovenste hoeken van de voorzijde een cirkel aanwezig. In eerste instantie werd gedacht dat dit borsten voor zouden stellen, maar inmiddels wordt ervan uitgegaan, dat dit de bevestiging van een mantel voorstelt.

### Tweede figuur
De tweede figuur is even groot als de eerst gevonden figuur. De tweede figuur werd echter gemaakt van klei in plaats van zandsteen. Het hoofd van deze tweede figuur is niet aanwezig, waardoor het beeld slechts 34 millimeter groot is.
Op de figuur is een rechthoekig paneel te onderscheiden, wellicht de voorzijde van een tuniek, die verdeeld is in een aantal driehoeken. In het midden bevindt zich een gat lijkende op een navel. Er zijn geen tekenen aanwezig waaruit geconcludeerd zou kunnen worden dat het hier om een vrouwelijke figuur gaat.

## Betekenis
Het is onbekend waarvoor de Westray Wife werd gebruikt. Het beeld heeft geen tot weinig tekenen van slijtage, waardoor het onwaarschijnlijk is dat het een veel gebruikt sieraad betreft. Wellicht had het beeld een symbolische betekenis, al zou het evengoed slechts speelgoed kunnen zijn geweest.
Het wenkbrauwmotief is ook aangetroffen op de wand van de Holm of Papa Westray Chambered Cairn en op een stervormige steen gevonden in Skara Brae. Op grond hiervan kan echter niet worden uitgegaan van een religieuze betekenis of een vaste karakteristiek om mensen af te beelden.

## Tentoonstelling
Sinds de zomer van 2010 zijn beide beelden tentoongesteld in het Westray Heritage Centre in Pierowall.